# 羽衣学園短期大学
羽衣学園短期大学（はごろもがくえんたんきだいがく、英語: Hagoromo Gakuen Junior College）は、大阪府堺市西区浜寺南町1-89-1に本部を置いていた日本の私立大学である。1964年に設置され、2007年に廃止された。大学の略称は羽衣短大。

## 概要

### 大学全体
- 大阪府堺市西区[注 2]に所在した日本の私立短期大学で、設置主体は学校法人羽衣学園[2]。
- 1964年に開学。当初は2学科からなり[3]、学科の増設を経て2学科5専攻と1学科とかなりの規模を擁していたが、最終的には1学科体制となる。
- 2004年度の入学生を最後に[注釈 2]、短期大学としての使命を終える[4]。

### 教育および研究
- 文学科国文専攻において、「大阪の文化と文学」と称した科目が置かれていた。（1983年に「大阪の文学」として置かれたことにはじまり、1993年よりこの名称に改められる。）「日本古典芸能」では、狂言に関する内容のカリキュラムも置かれていた。また、全国の短大でも数少ない中国語や中国文化に関する科目が置かれていたところにも特色がある[5]。

### 学風および特色
- 高等女学校の伝統を継承していることから、かつて女子のみの教育が行われてきたが、後に男女共学化された。
- 国際交流が盛んに行われていた。
- 1999年10月より放送大学との単位互換制度が開始された。

## 沿革
- 1923年
  - 羽衣高等女学校を母体として設立。
- 1951年
  - 3月8日 羽衣学園が学校法人として認可される[6]。
- 1964年
  - 1月25日 左記を以て文部省[注 3]より短期大学の設置が認可される[7]。
  - 4月1日 羽衣学園短期大学が以下の学科体制にて開学する[8]。
    - 家政科 入学定員40名
    - 文学科 入学定員40名

  - 5月1日 学生数[9]/定員[10]
    - 文科 28[注釈 3]/40
    - 家政学科 72[注釈 3]/40
- 1968年
  - 4月1日 文学科を以下の専攻課程に分離する[注釈 4]。
    - 国文専攻[注釈 5]
    - 英文学科[注釈 5]

  - 5月1日 学生数[14]/定員
    - 文学科 224[注釈 3]/80
    - 家政学科 375[注釈 3]/80
- 1976年
  - 4月1日 学科の入学定員増を以下の通り行う[15]。
    - 文学科
      - 国文専攻 20[注釈 6]→30[注釈 7]
      - 英文専攻 20[注釈 6]→30[注釈 7]

    - 家政学科 40[注釈 6]→60[注釈 7]

  - 5月1日 学生数[18]/定員
    - 文学科 324[注釈 3]/100
    - 家政学科 316[注釈 3]/100
- 1982年
  - 4月1日 学科の入学定員を以下の通り増員する[注 4]。
    - 文学科
      - 国文専攻 30[注釈 8]→50[注釈 9]
      - 英文専攻 30[注釈 8]→50[注釈 9]

    - 家政学科 60[注釈 8]→100[注釈 9]

  - 5月1日 学生数[23]/定員
    - 文学科 291[注釈 3]/160
    - 家政学科 294[注釈 3]/160
- 1983年
  - 4月1日 家政学科を以下の通り専攻分離する[注 5]。
    - 被服専攻[注釈 10]
    - 食物専攻[注釈 10]

  - 5月1日 学生数[27]/定員
    - 文学科 297[注釈 3]/200
    - 家政学科 298[注釈 3]/200
- 1986年
  - 4月1日 家政学科に以下の専攻課程を増設する[注釈 11]。
    - 家庭経営専攻 入学定員80名

  - 同 入学定員増を以下の通り行う[注釈 11]。
    - 文学科
      - 国文専攻 50[注釈 12]→80[注釈 13]
      - 英文専攻 50→80[注釈 12]→80[注釈 13]

    - 家政学科
      - 被服専攻 50[注釈 12]→80[注釈 13]
      - 食物専攻 50[注釈 12]→80[注釈 13]

  - 5月1日 学生数[32]/定員
    - 文学科 479[注釈 3]/260
    - 家政学科 605[注釈 3]/340
- 1987年
  - 11月17日 旧来の高石市から堺市に位置変更する[33]。
- 1992年
  - 5月1日 学生数[注 6]/定員
    - 文学科 514[注釈 3]/320
    - 家政学科 743[注釈 3]/480
- 1994年
  - 4月1日 家政学科の被服専攻を服飾デザイン専攻に名称変更する[36]。
  - 5月1日 学生数[37]/定員
    - 文学科 438[注釈 3]/320
    - 家政学科 664[注釈 3]/480
- 1996年
  - 4月1日 以下の学科を増設する[38]。
    - 国際教養学科 入学定員100名

  - 同 以下の学科の入学定員を以下の通り減員する[38]。
    - 文学科
      - 国文専攻 80→65
      - 英文専攻 80→65

  - 5月1日 学生数[39]/定員
    - 文学科 345[注釈 3]/290
    - 家政学科 590[注釈 3]/480
    - 国際教養学科 110[注釈 3]/100
- 1998年
  - 4月1日 家政学科の各専攻の学生募集をこの年度で学生募集を最終とする[注 7]
  - 5月1日 学生数[41]/定員
    - 文学科 254[注釈 3]/260
    - 家政学科 571[注釈 3]/480
    - 国際教養学科 202[注釈 3]/200
- 1999年
  - 4月1日 国際教養学科を国際コミュニケーション学科に改称[40]。
  - 同 家政学科を人間生活学科に改組[40]。
  - 5月1日 学生数[42]/定員
    - 文学科 167[注釈 3]/260
    - 人間生活学科 256[注釈 3]/240[43]
      - 家政学科 217[注釈 3]/240

    - 国際コミュニケーション学科 59[注釈 3]/100
      - 国際教養学科 95[注釈 3]/100
- 2000年
  - 同 男女共学となる。
  - 4月1日 学科の一部、入学定員を以下の通り減員する[44]。
    - 文学科
      - 国文専攻 65→50
      - 英文専攻 65→50

    - 人間生活学科 240→212名
- 2001年
  - 4月1日 以下の学科をこの年度の入学生で最後とする[注 8]。
    - 文学科
      - 国文専攻
      - 英文専攻

    - 国際コミュニケーション学科
- 2003年
  - 9月30日 左記をもって国際コミュニケーション学科が正式に廃止となる[46]。
- 2004年
  - 3月31日 左記をもって文学科が正式に廃止となる[46]。
- 2007年
  - 1月11日 左記をもって正式に廃止となる[4]。

## 基礎データ

### 所在地
- 大阪府堺市西区浜寺南町1-89-1[注釈 1]

### 象徴
- 羽衣学園短期大学のカレッジマークは学名通りトリの羽衣をイメージしたものとなっている[47]。
- 大学歌は安西冬樹が作詞・信時潔が作曲したものとなっていた。

## 教育および研究

### 組織

#### 学科
- 文学科
  - 国文専攻 入学定員50名[注釈 14]
  - 英文専攻 入学定員50名[注釈 14]
- 家政学科→人間生活学科 入学定員170名[注釈 15]
  - 服飾デザイン専攻 [注釈 16]
  - 食物専攻[注釈 16]
  - 家庭経営専攻[注釈 16]
- 国際コミュニケーション学科[注釈 14]

#### 専攻科
- なし

#### 別科
- なし

#### 取得資格について
- 司書資格：全学科[5]

教職課程
- 中学校教諭二種免許状[注 9]
  - 国語：文学科国文専攻
  - 英語：文学科英文専攻
  - 家庭
  - 旧・家政学科
    - 服飾デザイン専攻
    - 食物専攻
    - 家庭経営専攻

#### 附属機関
- 国際関係総合研究所

### 研究
- 『羽衣学園短期大学研究紀要』[51]
- 『羽衣学園短期大学研究紀要. 家政学科編』[52]
- 『羽衣学園短期大学研究紀要. 文学科編』[53]

## 学生生活

### 部活動・クラブ活動・サークル活動
- 羽衣学園短期大学で活動していたクラブ活動
  - 体育系：ソフトテニス・フィールドホッケー・卓球・バスケットボール・バレーボール・陸上ほか
  - 文化系：ワープロ・華道・茶道・コーラス・軽音楽・マンガ・演劇ほか

### 学園祭
- 羽衣学園短期大学の学園祭は「ENDLESS CARNIVAL」と呼ばれていた[54].

### スポーツ
- ソフトテニス部が1993年8月に行なわれた第28回全国私立短期大学体育大会で3位入賞の実績がある[55]。
- フィールドホッケー部が、全日本インターカレッジで4位の実績をもつ[55]。

## 大学関係者と組織

### 大学関係者組織
- 1986年に国文学会が創設され、機関誌である『羽衣國文』が発刊された[56]

### 歴代学長
- 吉永孝雄：1979年11月3日 -
- 宮川満：1984年4月1日 -

## 施設

### キャンパス
- キャンパス内に与謝野晶子歌碑が建てられた。

## 対外関係

### 他大学との協定

#### アメリカ
- ノースランド大学
- シアトル大学

#### 中国
- 大連大学

#### 日本
- 放送大学

### 系列校
- 羽衣国際大学
- 羽衣学園中学校・高等学校

## 社会との関わり
- 1992年10月22日の産経新聞に本短大学生による能楽・狂言の様子が掲載された。

## 卒業後の進路について

### 編入学･進学実績
- 文学科
  - 国文専攻：京都光華女子大学・追手門学院大学・梅花女子大学・園田学園女子大学・徳島文理大学ほか
  - 英文専攻：立命館大学・大阪大谷大学・四天王寺大学・阪南大学・帝塚山学院大学・桃山学院大学ほか
- 家政学科（人間生活学科含む）
  - 服飾デザイン専攻：大阪樟蔭女子大学ほか
  - 食物専攻：大阪産業大学ほか
  - 家庭経営専攻：京都橘女子大学ほか
- 国際教養学科&国際コミュニケーション学科：岐阜女子大学・龍谷大学・近畿大学・常磐会学園大学・聖トマス大学ほか